# Copa de Oro de Campeones Mundiales
La Copa de Oro de Campeones Mundiales, también conocida como Copa de Oro FIFA 1980 y popularmente conocida como Mundialito o Copa de Oro, fue un torneo internacional de fútbol, organizado por la AUF y respaldado por la FIFA. La FIFA también reconoció formalmente el carácter oficial del torneo a través del entonces presidente de la FIFA, João Havelange. En el congreso de la FIFA del 4 de julio de 1980, el presidente declaró públicamente: "En la FIFA hemos acogido con agrado la iniciativa de la Asociación Uruguaya de Fútbol de otorgar carácter de oficial a la Copa de Oro. La FIFA participa activamente en la organización y aporta su experiencia".
Reunió a las selecciones nacionales ganadoras de la Copa Mundial y Países Bajos, esta última reemplazante de Inglaterra debido a que el Mundialito se llevó a cabo en medio de la temporada del fútbol europeo. Fue disputado en Montevideo entre el 30 de diciembre de 1980 y el 10 de enero de 1981 y tuvo mucha repercusión en la época, siendo considerado un torneo de alto nivel.
Se organizó para celebrar el cincuentenario de la disputa de la primera Copa del Mundo, que tuvo como escenario Montevideo. La FIFA podría organizar otro torneo similar en el año 2030, en ocasión del centenario del primer mundial de fútbol.
El campeonato fue ganado por la selección de Uruguay en la final con Brasil, con un resultado de 2:1. Después de la final, la FIFA celebró el éxito del torneo a través de su boletín oficial, declarando a Uruguay como "campeón de todos los campeones del mundo".
El trofeo de la Copa de Oro fue realizado por el reconocido orfebre Walter Pagella (Hefesto Joyas) en oro 18 quilates y pie de ágata. Actualmente se encuentra en el Banco Santander de Montevideo en una caja fuerte.

## Países participantes
Para disputar la Copa de Oro de Campeones Mundiales, fueron invitados oficialmente aquellos seleccionados campeones del mundo: Uruguay (anfitrión), Italia, Brasil, Argentina, Alemania Federal e Inglaterra. Como los ingleses se negaron a disputar el torneo, su lugar fue reemplazado por los Países Bajos, que era el subcampeón de las dos últimas Copas del Mundo de 1974 y 1978.
| Confederación              | País             | Vía de clasificación                                      |
| -------------------------- | ---------------- | --------------------------------------------------------- |
| Conmebol (América del Sur) | Argentina        | Campeón de la Copa Mundial de Fútbol de 1978              |
| Conmebol (América del Sur) | Brasil           | Campeón de la Copa Mundial de Fútbol de 1958, 1962 y 1970 |
| Conmebol (América del Sur) | Uruguay          | Campeón de la Copa Mundial de Fútbol de 1930 y 1950       |
| UEFA (Europa)              | Alemania Federal | Campeón de la Copa Mundial de Fútbol de 1954 y 1974       |
| UEFA (Europa)              | Italia           | Campeón de la Copa Mundial de Fútbol de 1934 y 1938       |
| UEFA (Europa)              | Países Bajos     | Invitado                                                  |

## Sede

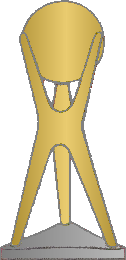
Trofeo entregado al campeón de la Copa de Oro de Campeones Mundiales.

El estadio elegido para albergar todos los partidos de la Copa de Oro fue el Estadio Centenario, escenario donde se disputó cincuenta años antes la primera final de la Copa del Mundo.

## Sorteo
El sorteo se realizó en marzo de 1980, tras ser postergado por las dificultades de los seleccionados de Italia y Brasil para disputar el torneo. Se dividieron los países en 2 grupos, de los cuales luego de enfrentarse todos contra todos, el líder de cada llave clasificaría a la final.
| Grupo A                     | Grupo B                           |
| --------------------------- | --------------------------------- |
| Países Bajos Italia Uruguay | Alemania Federal Argentina Brasil |

## Desarrollo

### Primera fase[11]

#### Grupo A
| Equipo       | Pts | PJ | PG | PE | PP | GF | GC | Dif |
| ------------ | --- | -- | -- | -- | -- | -- | -- | --- |
| Uruguay      | 4   | 2  | 2  | 0  | 0  | 4  | 0  | 4   |
| Países Bajos | 1   | 2  | 0  | 1  | 1  | 1  | 3  | -2  |
| Italia       | 1   | 2  | 0  | 1  | 1  | 1  | 3  | -2  |

| 30 de diciembre de 1980 | Uruguay                   | 2:0 (2:0) | Países Bajos | Estadio Centenario, Montevideo                                           |                                                                          |
|                         | Ramos 31' · Victorino 45' |           |              | Asistencia: 65.000 espectadores Árbitro(s): Enrique Labo Revoredo (Perú) | Asistencia: 65.000 espectadores Árbitro(s): Enrique Labo Revoredo (Perú) |

| 3 de enero de 1981 | Uruguay                            | 2:0 (0:0) | Italia | Estadio Centenario, Montevideo                                       |                                                                      |
|                    | Morales 67' (pen.) · Victorino 81' |           |        | Asistencia: 55.000 espectadores Árbitro(s): Emilio Guruceta (España) | Asistencia: 55.000 espectadores Árbitro(s): Emilio Guruceta (España) |

| 6 de enero de 1981 | Italia       | 1:1 (1:1) | Países Bajos | Estadio Centenario, Montevideo                                     |                                                                    |
|                    | Ancelotti 7' |           | Peters 15'   | Asistencia: 15.000 espectadores Árbitro(s): Franz Wöhrer (Austria) | Asistencia: 15.000 espectadores Árbitro(s): Franz Wöhrer (Austria) |

#### Grupo B
| Equipo           | Pts | PJ | PG | PE | PP | GF | GC | Dif |
| ---------------- | --- | -- | -- | -- | -- | -- | -- | --- |
| Brasil           | 3   | 2  | 1  | 1  | 0  | 5  | 2  | 3   |
| Argentina        | 3   | 2  | 1  | 1  | 0  | 3  | 2  | 1   |
| Alemania Federal | 0   | 2  | 0  | 0  | 2  | 2  | 6  | -4  |

| 1 de enero de 1981 | Argentina                   | 2:1 (0:1) | Alemania Federal | Estadio Centenario, Montevideo                                             |                                                                            |
|                    | Kaltz 84' (a.g.) · Díaz 88' |           | Hrubesch 41'     | Asistencia: 60.000 espectadores Árbitro(s): Augusto Lamo Castillo (España) | Asistencia: 60.000 espectadores Árbitro(s): Augusto Lamo Castillo (España) |

| 4 de enero de 1981 | Brasil       | 1:1 (0:1) | Argentina    | Estadio Centenario, Montevideo                                        |                                                                       |
|                    | Edevaldo 47' |           | Maradona 30' | Asistencia: 60.000 espectadores Árbitro(s): Erich Linemayer (Austria) | Asistencia: 60.000 espectadores Árbitro(s): Erich Linemayer (Austria) |

| 7 de enero de 1981 | Brasil                                                         | 4:1 (0:0) | Alemania Federal | Estadio Centenario, Montevideo                                            |                                                                           |
|                    | Júnior 56' · Toninho Cerezo 61' · Serginho 76' · Zé Sérgio 82' |           | Allofs 54'       | Asistencia: 50.000 espectadores Árbitro(s): Juan Silvagno Cavanna (Chile) | Asistencia: 50.000 espectadores Árbitro(s): Juan Silvagno Cavanna (Chile) |

### Final[11]
| 10 de enero de 1981 | Uruguay                     | 2:1 (0:0) | Brasil              | Estadio Centenario, Montevideo                                        |                                                                       |
|                     | Barrios 50' · Victorino 80' |           | Sócrates 62' (pen.) | Asistencia: 71.250 espectadores Árbitro(s): Erich Linemayer (Austria) | Asistencia: 71.250 espectadores Árbitro(s): Erich Linemayer (Austria) |

|                                                                              |
| Uruguay                                                                      |
| Campeón de la Copa de Oro de Campeones Mundiales 1980-81 Uruguay 1.er título |

## Estadísticas
A continuación se muestra la tabla de posiciones segmentada acorde a las fases alcanzadas por los equipos:
| Pos. | Equipo           | Pts | PJ | PG | PE | PP | GF | GC | Dif. | Rend. |
| ---- | ---------------- | --- | -- | -- | -- | -- | -- | -- | ---- | ----- |
| 1    | Uruguay          | 6   | 3  | 3  | 0  | 0  | 6  | 1  | 5    | 100%  |
| 2    | Brasil           | 3   | 3  | 1  | 1  | 1  | 6  | 4  | 2    | 50%   |
| 3    | Argentina        | 3   | 2  | 1  | 1  | 0  | 3  | 2  | 1    | 75%   |
| 4    | Países Bajos     | 1   | 2  | 0  | 1  | 1  | 1  | 3  | -2   | 25%   |
| 4    | Italia           | 1   | 2  | 0  | 1  | 1  | 1  | 3  | -2   | 25%   |
| 6    | Alemania Federal | 0   | 2  | 0  | 0  | 2  | 2  | 6  | -4   | 0%    |

## Goleadores[11]
| Jugador            | Selección    | Goles |
| ------------------ | ------------ | ----- |
| Waldemar Victorino | Uruguay      | 3     |
| Diego Maradona     | Argentina    | 1     |
| Carlo Ancelotti    | Italia       | 1     |
| Peters             | Países Bajos | 1     |
| Klaus Allofs       | Alemania     | 1     |
| Sócrates           | Brasil       | 1     |
| Ramos              | Uruguay      | 1     |
| Morales            | Uruguay      | 1     |
| Kaltz (a.g.)       | Alemania     | 1     |
| Ramón Díaz         | Argentina    | 1     |
| Hrubesch           | Alemania     | 1     |
| Edevaldo           | Brasil       | 1     |
| Júnior             | Brasil       | 1     |
| Toninho Cerezo     | Brasil       | 1     |
| Serginho           | Brasil       | 1     |
| Zé Sérgio          | Brasil       | 1     |
| Barrios            | Uruguay      | 1     |

## Asistencias
2 asistencias
- Hansi Müller
- Venancio Ramos

1 asistencia
- Julio Morales
- Ariel Krasouski
- Waldemar Victorino
- Roberto Pruzzo
- Bennie Wijnstekers
- Diego Maradona
- Juan Barbas
- Renato
- Edevaldo
- Serginho Chulapa
- Sócrates

## Controversias
En 1980 se desarrollaba en Uruguay una dictadura cívico-militar, en ese entonces el presidente de la AUF Yamandú Flangini, militar naval, organizó comisiones de todos los equipos de fútbol para colaborar con la organización. El gobierno militar de la época autorizó la realización del campeonato. Washington Cataldi, dirigente y político perteneciente al Partido Colorado, fue el organizador del evento. 
Se cree que la organización del torneo fue en parte una manera de publicitar al gobierno de facto de la época, más teniendo en cuenta que a fines de 1980 se llevaría a cabo un plebiscito fundamental para la continuación del régimen vigente. João Havelange, presidente de la FIFA en ese momento, siempre negó dicha teoría, alegando que fútbol y política no debían mezclarse. Pese a ello, en el discurso dado en la ceremonia oficial, sus palabras hacia los gobernantes uruguayos fueron elogiosas.
Hubo polémicas en la entrega de derechos televisivos del torneo, en conflictivas negociaciones que incluyeron a Washington Cataldi, Silvio Berlusconi, Julio Grondona y Artemio Franchi.
Estos temas son abordados en el largometraje documental uruguayo Mundialito, estrenado en 2010.